# Nkutshu-Messer

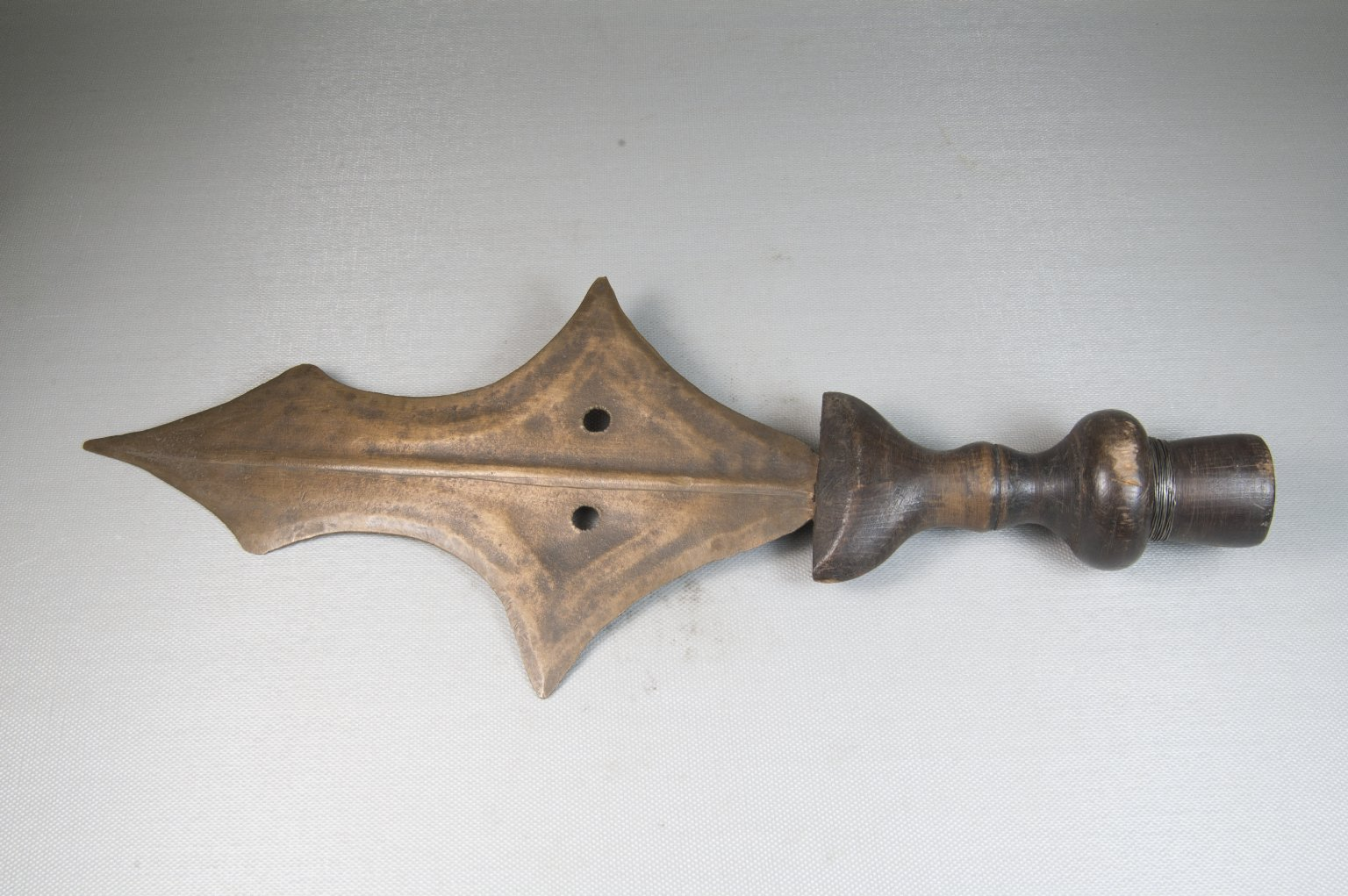

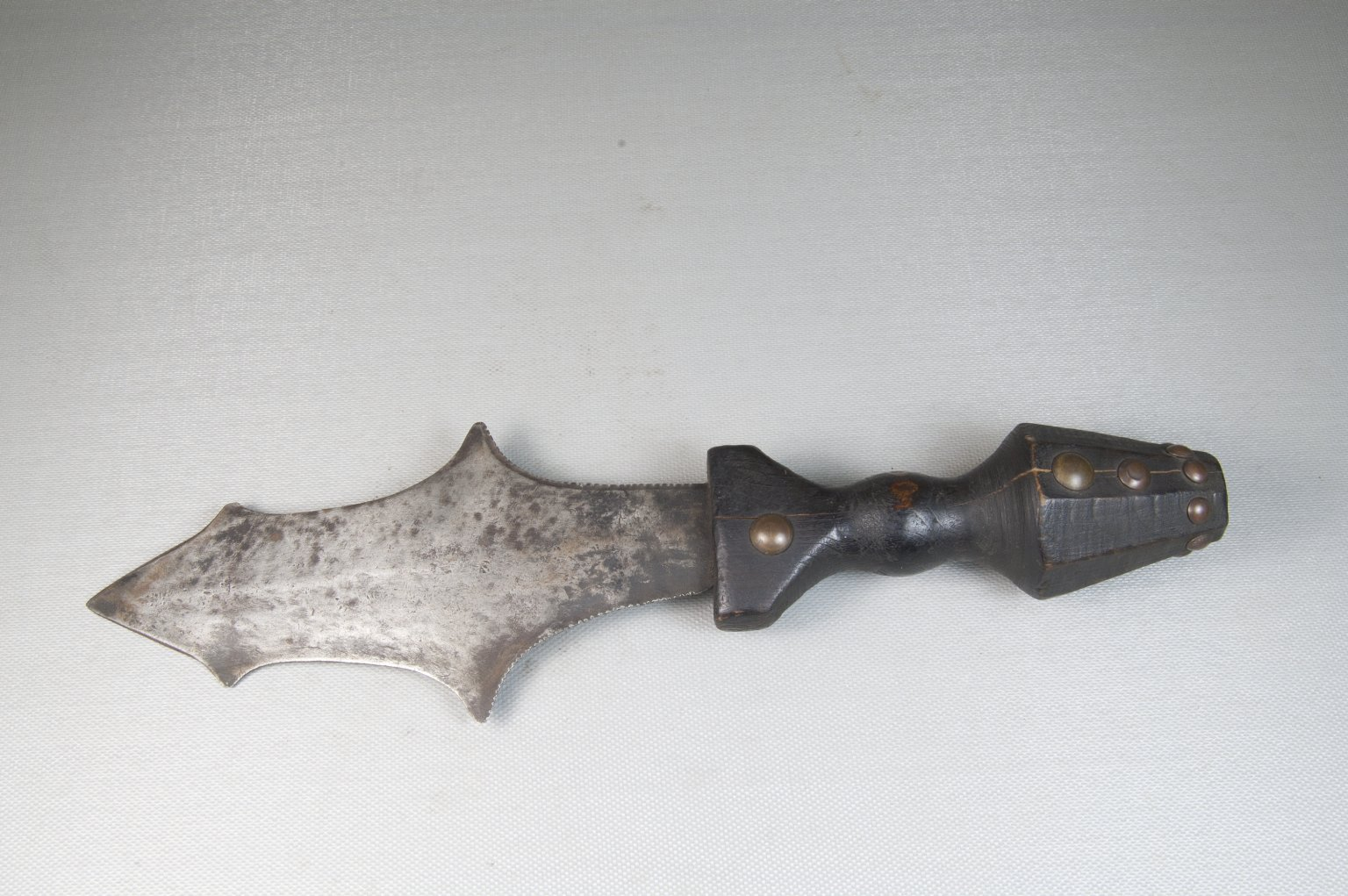

Das Nkutshu-Messer bzw. der Nkutshu-Dolch ist eine traditionelle Statuswaffe der Nkutshu aus der Demokratischen Republik Kongo. Ähnliche Messer kommen auch bei den Kusu und den Tetela vor.
Die Klingen sind mehrzacking geformt bestehen aus Stahl. Manche Exemplare haben im Knauf des Griffstücks einen Beschwerblock aus Eisen. Aus diesem Grund gab es im 19. Jahrhundert, zur Zeiten des Wettlaufs um Afrika, phantasievolle Darstellungen in der europäischen Presse. Demnach sollten die Nkutshu ihre schweren Messer im Schutz hoher Bäume auf die Köpfer ihrer Gegner fallen lassen. Die Klinge sollte demnach das Messer so stabilisieren wie das Leitwerk einer Freifallbombe. In Wahrheit ist der eiserne Beschwerblock hingegen eine Symbol für eingeschlossenes Reichtum. Die Griffe können mit Kupferblech, Kupferdraht und Nägeln verziert sein. Es gibt auch Varianten mit Klingen aus Holz.